# Солом'яний капелюшок (фільм, 1927)
«Солом'яний капелюшок» («Капелюшок з італійської соломки», фр. Un chapeau de paille d'ltalie) — французька німа кінокомедія 1927 року, поставлена режисером Рене Клером за водевілем Ежена Лабіша і Марк-Мішеля.

## Сюжет
Париж наприкінці XIX століття. У день свого весілля Фадінар спокійно їде Венсанським лісом на побачення з нареченою, призначене в їхньому майбутньому сімейному гніздечку. Дорогою його кінь з'їдає солом'яний капелюшок молодої жінки, що проводить цю погожу днину в товаристві офіцера, гарячого і запального лейтенанта Таверньє. Надалі на Фадінара очікують самі неприємності. З'ясовується, що власниця капелюшка одружена, і її коханець Таверньє вимагає, щоб Фадінар роздобув такий же капелюшок, інакше чоловік може розкрити їх таємницю. Фадінар вимушений негайно кинутися на пошуки капелюха. Для цього йому доводиться весь день затримувати, зупиняти, збивати зі шляху кортеж запрошених на весілля гостей, дуже спантеличених цим очікуванням і нескінченними розворотами.
Діставши від модистки адресу мадам Бопертюї, яка нещодавно продала такий же головний убір, Фадінар прямує до згаданої пані. Але застає удома лише її чоловіка і розуміє, що Бопертюї — чоловік власниці капелюшка і що саме цей капелюшок з'їв його кінь. Але провидіння не дрімає, і Фадінар знаходить серед весільних подарунків солом'яний капелюшок, подарований глухим як тетерук дядечком: точну копію того, який він шукав. Залишається лише передати її мадам Бопертюї — і «справа в капелюсі».

## В ролях
| Альбер Прежан    | ···· | Фадінар            |
| Жеймон Віталь    | ···· | лейтенант Таверньє |
| Ольга Чехова     | ···· | Анаїс де Бопертюї  |
| Жим Жеральд      | ···· | Бопертюї           |
| Івоннек          | ···· | Нопанкур           |
| Луї Пресин       | ···· | Бобен              |
| Маріз Майя       | ···· | Елен               |
| Аліс Тіссо       | ···· | кузина             |
| Валентина Тессьє | ···· | клієнтка модистки  |
| Поль Олів'є      | ···· | дядечко Везіне     |
| Шукетт           | ···· | Клара              |